# جونیت چاکیر
جونیت چاکیر (به ترکی استانبولی: Cüneyt Çakır) (زاده ۲۳ نوامبر ۱۹۷۶ - ازمیر) داور فوتبال اهل ترکیه است. وی از سال ۲۰۰۰ میلادی در سوپر لیگ فوتبال ترکیه قضاوت می‌کند و در سال ۲۰۰۶ وارد لیست داوران فیفا شده‌است.
قضاوت او در بازی رئال مادرید و بایرن مونیخ در نیمه نهایی لیگ قهرمانان اروپا ۱۸–۲۰۱۷ بسیار بحث‌برانگیز بود.
او در جام‌جهانی ۲۰۱۸ روسیه داور بازی ایران و مراکش بود.